# Comté de Gaspé
Pour les articles homonymes, voir Gaspé.
Le comté de Gaspé était un comté municipal du Québec ayant existé entre 1855 et 1886. 
Le territoire qu'il couvrait est aujourd'hui compris dans la région administrative de Gaspésie–Îles-de-la-Madeleine, et correspondait aux actuelles municipalités régionales de comté (MRC) de la Haute-Gaspésie, de la Côte-de-Gaspé et de la plus grande partie de celle du Rocher-Percé, en plus de l'agglomération des Îles-de-la-Madeleine, qui a le statut de territoire équivalent à une MRC. Son chef-lieu était la municipalité de Percé.

## Divisions
En raison des grandes distances qui séparaient les différentes localités du comté, celui-ci a été séparé en 1886 en trois divisions qui constituent des municipalités de comté distinctes, soit Gaspé no 1 (plus tard connu sous le nom de Gaspé-Est), Gaspé no 2 (plus tard connu sous le nom de Îles-de-la-Madeleine) et Gaspé no 3 (plus tard connu sous le nom de Gaspé-Ouest).

## Municipalités situées dans le comté

### A) Municipalités qui sont passées dans le comté des Îles-de-la-Madeleine (à l'origine Gaspéno2) en 1886
- Havre-Aubert (détaché de Isles de la Magdeleine en 1875[3]).
- Havre-aux-Maisons(détaché de Isles de la Magdeleine en 1875[3]).
- Isles de la Magdeleine (créé en 1855; partagée entre Havre-Aubert [première incarnation plus tard appelée Bassin], Étang du Nord et Havre-aux-Maisons en 1875[3].)
- L'Étang-du-Nord (détaché de  Isles de la Magdeleine en 1875[4]).

### B) Municipalités qui sont passées dans le comté de Gaspé-Ouest (à l'origine Gaspéno3) en 1886
- Saint-Norbert-du-Cap-Chat (créé en 1885[5]).
- Sainte-Anne-des-Monts
- Saint-Maxime-du-Mont-Louis (détaché de Sainte-Anne-des-Monts en 1867[6]).

### C) Municipalités qui sont passées dans le comté de Gaspé-Est (à l'origine Gaspéno1) en 1886
- Anse aux Griffons (créé en 1870 d'une partie de la municipalité de Cap Rosier sous le nom d'Anse aux Griffons; renommé L'Anse-aux-Griffons en 1969[7]; fusionné à Gaspé en 1971[8]).
- Anse-du-Cap (détaché de la municipalité du canton de Percé en 1868[9]; renommé Cap-d'Espoir en 1935[10]).
- Baie-de-Gaspé-Nord (créé en 1855; fusionné à Gaspé en 1971[8])
- Baie-de-Gaspé-Sud (créé d'une partie de Baie-de-Gaspé-Sud et York en 1866[7]; fusionné à Gaspé en 1971[8])
- Baie-de-Gaspé-Sud et York (créé en 1855; divisé entre Baie-de-Gaspé-Sud et York en 1866[7]).
- Canton de Fox et Sydenham-Nord (créé en 1855; renommé Rivière-au-Renard en 1933[7]).
- Cap des Rosiers (créé en 1870 d'une partie de la municipalité de Cap Rosier; renommé Grande-Grève en 1944[7]).
- Cap-Rosier (créé en 1855; divisé en Cap des Rosiers et Anse aux Griffons en 1870[7].)
- Cloridorme (créé en 1885[7]).
- Douglas (créé en 1855; fusionné à Gaspé en 1971[8],[7])
- Gaspé (détaché de Baie-de-Gaspé-Sud en 1873[7]).
- Grande-Rivière (créé en 1855[11]).
- Partie ouest du canton de Douglas (détaché du canton de Douglas en 1879; renommé Haldimand en 1953[7])
- Malbay (créé en 1855; divisé en Saint-Pierre-de-la-Malbaie no 1 et Saint-Pierre-de-la-Malbaie no 2 en 1876[11]).
- Newport (créé en 1855)
- Pabos (détaché de Newport en 1876[11]).
- Percé (créé en 1855)
- Saint-Pierre-de-la-Malbaie no 1 (détaché du canton de Malbay en 1876[11].)
- Saint-Pierre-de-la-Malbaie no 2 (détaché de la municipalité de canton de Malbay en 1876; fusionné à Percé en 1971[11]).
- York (créé en 1866; fusionné à Gaspé en 1971[8])

## Formation
Le comté de Gaspé comprenait les seigneuries de Sainte-Anne, Mont-Louis, la Grande Vallée des Monts et l'Anse de l'Étang, la Grande Rivière et Pabos, ainsi que les cantons de Cap-Chat, Sydenham Nord, Sydenham Sud, Fox, Cap-Rosier, Baie de Gaspé Nord, Baie de Gaspé Sud, York, Douglas, Malbaie, Percé, Tourelle, Christie, Duchesnay, Taschereau, Dénoue, Cloridorme, Rameau, Fortin, Baillargeon, Laforce, Larocque, Galt, Blanchet, de Beaujeu, partie de Romieu et Newport.